# Фильм плаща и шпаги

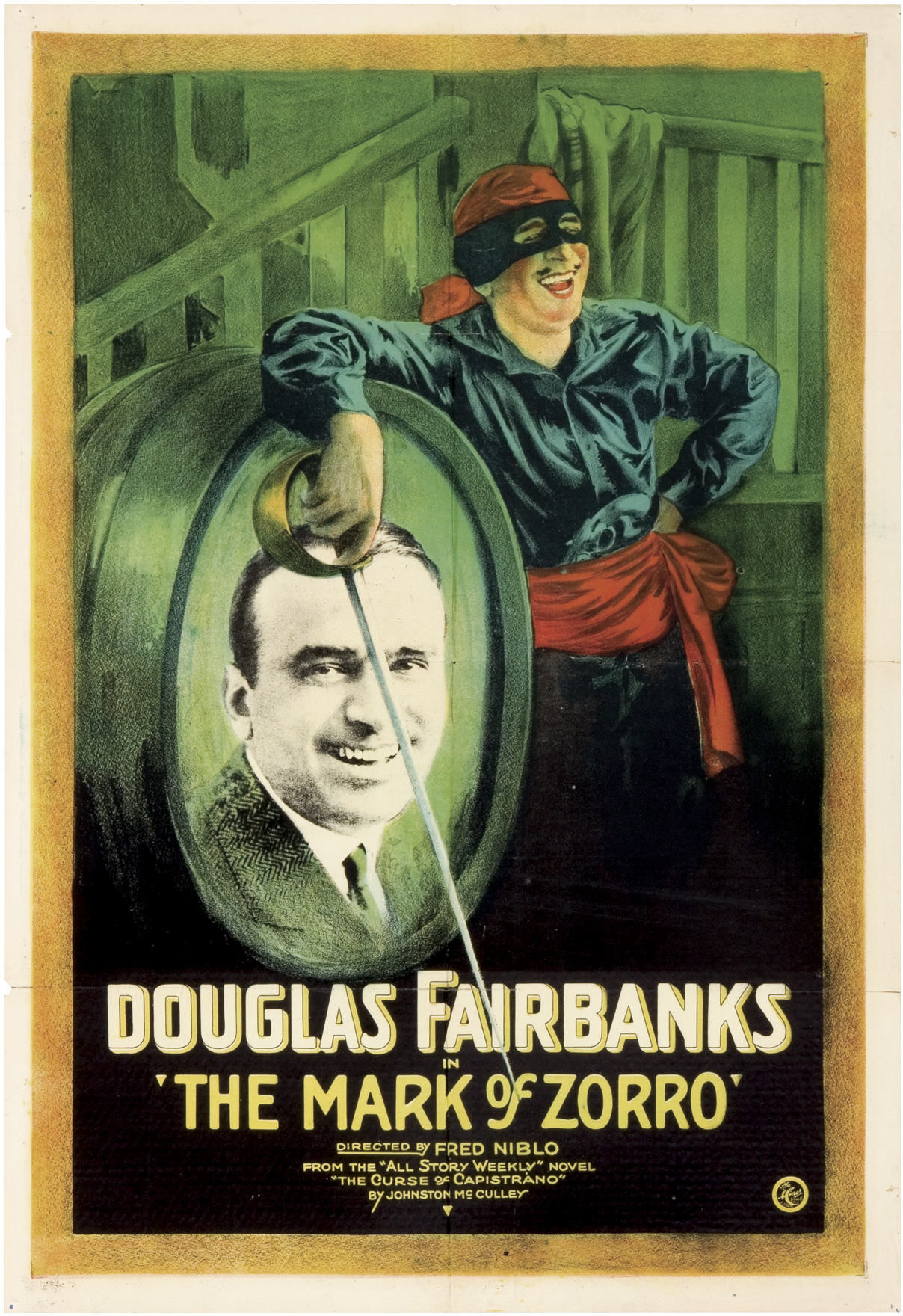
Афиша к фильму «Знак Зорро» (1920)

Фильм плаща и шпаги (фр. film de cape et d'épée) — жанр историко-приключенческого кино с динамичным развитием действия и фехтовальными поединками. Действие — Европа и её колонии c конца XVI до начала XIX века. Многие фильмы плаща и шпаги представляют собой экранизации романов Дюма. Специфический поджанр составляет кино о пиратах.
В Голливуде 1920-х королём этого жанра считался Дуглас Фэрбенкс («Знак Зорро», «Багдадский вор»), в 1930-е его сменил Эррол Флинн («Одиссея капитана Блада», «Приключения Робин Гуда»). Начиная с ленты «Фанфан-тюльпан» (1952) началось возрождение жанра во Франции; во многих послевоенных фильмах плаща и шпаги главные роли исполнил Жан Маре.
Начиная с 1960-х годов на смену историко-приключенческим кинофильмам приходят телесериалы, в том числе и в СССР («Д’Артаньян и три мушкетёра», «Гардемарины, вперёд!»). Известность своими ролями в фильмах плаща и шпаги получил Михаил Боярский. В современной России традицию продолжили сериалы «Королева Марго» и «Графиня де Монсоро», фильмы «Турецкий гамбит», «Слуга государев», «1612» и другие.